# Elis Lövegren
Elis Alexander Lövegren, född 10 februari 1873 i Helsingfors, död där 11 april 1937, var en finländsk barnläkare.
Lövegren blev medicine och kirurgie doktor 1905, docent vid Helsingfors universitet 1914 och tilldelades professors titel 1933. Han studerade främst polio, var från 1928 till sin död ordförande i Samfundet Folkhälsan och grundade dess barnavårdsinstitut.